# Mühlenstraße 7 (Quedlinburg)

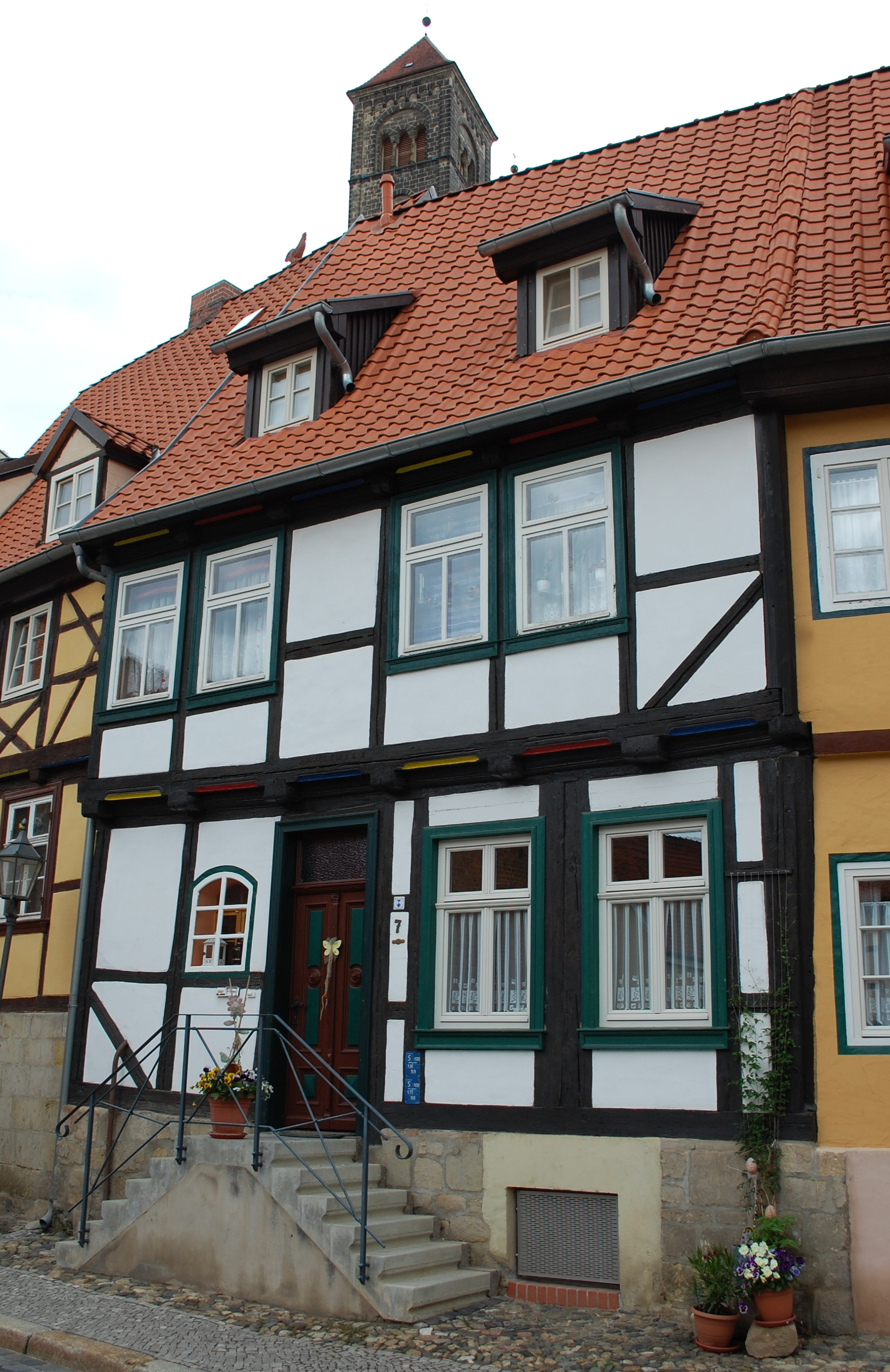
Mühlenstraße 7

Das Haus Mühlenstraße 7 ist ein denkmalgeschütztes Gebäude in der Stadt Quedlinburg in Sachsen-Anhalt. 
Es befindet sich südlich des Quedlinburger Schloßbergs an der Nordseite der Mühlenstraße. Das Gebäude gehört zum UNESCO-Weltkulturerbe und ist im Quedlinburger Denkmalverzeichnis eingetragen. Direkt westlich grenzt das gleichfalls denkmalgeschützte Haus Mühlenstraße 6 an.

## Architektur und Geschichte
Nach der an der Stockschwelle vorhandenen Datierung entstand das Fachwerkhaus im Jahr 1668. Zum Hauseingang des schlichten Wohnhauses führt eine doppelläufige Treppe, die eine noch in den 1990er Jahren bestehende einfache Sandsteintreppe ersetzte. Die Haustür selbst stammt aus der zweiten Hälfte des 19. Jahrhunderts und ist im Stil des Spätklassizismus gestaltet.